# Hattens naturreservat
Hatten är ett naturreservat  i Vrigstads och Hylletofta socknar i Sävsjö kommun med en mindre del i Svenarums socken i Vaggeryds kommun i Småland (Jönköpings län).
Området är skyddat sedan 2005 och är 210 hektar stort. Det är beläget 10 km norr om Vrigstad och består av ett varierat skogsområde med våtmarker och vattenytor. I väster gränsar det till Klingsjön.
Skogen består främst gammal gran med inslag av tall på höjderna och lövträd i vissa delar. I söder ligger Grytegölen och i reservatets norra del rinner Puttebäcken. Det finns våtmarker, gungflyn och bäcken forsar på en del ställen. I den gamla skogen finns gott om strövstigar.
Det varierade området tillsammans med riklig förekomst av död ved ger goda förutsättningar för att mossor och lavar ska trivas. Några exempel är långfliksmosa, kattfotslav, garnlav, lunglav, grön sköldmossa och vedtrappmossa. 
I denna skog trivs tjäder, järpe, spillkråka och större hackspett med flera arter.
I närheten av ett par torpställen finns det rester av röjningsrösen och stenmurar.